# O Diário de Claudinha
| Críticas profissionais | Críticas profissionais |
| Avaliações da crítica  | Avaliações da crítica  |
| Fonte                  | Avaliação              |
| ---------------------- | ---------------------- |
| Carnasite              | [ 2 ]                  |

O Diário de Claudinha é o quarto álbum da banda brasileira Babado Novo, sendo o primeiro álbum de estúdio.

## Informações
O álbum leva o nome da canção composta pela vocalista Cláudia Leite e Manno Góes, vocalista e baixista da banda Jammil e Uma Noites. Produzido por Max Pierre e com direção musical de Wesley Rangel, Lincoln Olivetti e Sérgio Rocha, apresenta 14 faixas, sendo todas inéditas. O videoclipe "Bola de Sabão" tem a participação do ator Marco Antônio Gimenez. A canção "Piriripiti" fez parte da trilha sonora da novela Cobras & Lagartos.

## Idealização
Sobre o título do álbum, a vocalista Claudia Leitte disse que a ideia veio a partir de seu diário pessoal e de seu blog que também serve de diário: "Eu escrevo muito na internet, tenho um blog e um diário de verdade que só eu leio, então veio a idéia de fazer 'O Diário de Claudinha', que é um disco com 14 faixas, onde a banda ficou mais próxima com um clima de diário mesmo." - disse Claudia ao iBahia. Por ser o primeiro álbum em estúdio da banda, Claudia revelou que a atenção a esse álbum foi muito maior.

## Gravação
As gravações das canções do álbum ocorreu durante o ano de 2005. O álbum foi gravado nos estúdios WR Discos em Salvador, Bahia com os assistentes Rodrigo Carvalho, Bráulio Passos, Roque Almeida, Gilson Guabiraba, Everton Barbosa e Natan Bispo; e no Blue Studios no Rio de Janeiro por Apu, Ramos de Jesus, Robson Nonato, Anderson Trindade e Marcelo Hoffer (Lod), com os assistentes Michell Lourenço e Gustavo Modesto. Foi mixado no Blue Studios por Flávio Senna com Anderson Trindade e Gustavo Modesto como assistente. A edição digital foi feita por Guilherme Medeiros, Ary Sperling e Robson Nonato. Foi masterizado no Classic  Master em São Paulo por Carlos Freitas.
É uma produção da Universal Music dirigida por Wesley Rangel e Sérgio Rocha, com direção artística de Max Pierre e gerência artística de Daniel Silveira.

## Lançamento
O álbum foi lançado no dia 30 de novembro de 2005, vendendo cerca de 70 mil cópias em um mês, devido ao sucesso do single Bola de Sabão. Foram inicialmente fabricadas 100 mil cópias do CD, das quais 50 mil compradas pela indústria de cosméticos Seda, dentro da campanha publicitária Despenteia. Houve uma festa de lançamento do álbum no Museu de Arte Sacra em Salvador, Bahia. Na festa houve exposição de fotos da banda e um show acústico do Babado Novo, além do DJ Malboro que comandou a festa após o show do Babado Novo. Em julho de 2007 o álbum foi relançado em formato de digipack somente com o disco e a capa, uma forma da Universal Music de vender discos com preços mais baratos, chamada MusicPac. O encarte do álbum foi disponibilizado em formato de PDF no hotsite MusicPac da Universal Music.

## Lista de faixas
| N.º            | Título                  | Compositor(es)                                               | Produtor(es)                                    | Duração |  |
| 1.             | "Bola de Sabão"         | Ramon Cruz                                                   | Lincoln Olivetti Sérgio Rocha Nivaldo Cerqueira | 3:59    |  |
| 2.             | "Janela"                | Luciano Pinto Alan Moraes Nino Balla Durval Luz Sérgio Rocha | Olivetti Rocha Babado Novo                      | 3:11    |  |
| 3.             | "Meu e Seu"             | Alexandre Peixe Pio Medrado Sinvel César                     | Olivetti Rocha                                  | 4:02    |  |
| 4.             | "Piriripiti"            | Augusto Conceição Fábio Alcântara Elivandro Cuca Medrado     | Olivetti Rocha                                  | 3:33    |  |
| 5.             | "ABC de me Dar"         | Xavier Pierre Onassis                                        | Olivetti                                        | 3:28    |  |
| 6.             | "Aconteceu Você"        | Anderson Cunha                                               | Olivetti                                        | 3:33    |  |
| 7.             | "Sucuturo"              | Pinto Moraes Balla Luz                                       | Olivetti Rocha Cerqueira Babado Novo            | 3:17    |  |
| 8.             | "A Camisa e o Botão"    | Jauperi Tenison Del Rey                                      | Olivetti Rocha                                  | 3:21    |  |
| 9.             | "Pororoca"              | Rocha Zeca Brasileiro Adson Tapajós                          | Olivetti Rocha Cerqueira                        | 3:12    |  |
| 10.            | "Simplescidade"         | Onassis Edilson                                              | Olivetti Rocha                                  | 3:57    |  |
| 11.            | "O Diário"              | Claudia Leitte Manno Góes                                    | Olivetti                                        | 3:25    |  |
| 12.            | "Um Dom"                | Rocha Leitte                                                 | Olivetti Rocha                                  | 3:46    |  |
| 13.            | "Never Can Say Goodbye" | Clifton Davis                                                | Olivetti                                        | 3:07    |  |
| 14.            | "Despenteia"            | Peixe                                                        | Rocha Cerqueira                                 | 2:52    |  |
| Duração total: | Duração total:          | Duração total:                                               | Duração total:                                  | 46:01   |  |

## Singles
- Bola de Sabão
- A Camisa e o Botão
- Piriripiti

## Desempenho Comercial
| País          | Melhor posição |
| ------------- | -------------- |
| Brasil (ABPD) | 1              |

| Brasil (ABPD)                                                                           | Ouro* | +350.000^ |
| ^ vendas baseadas nos números de tiragens * certificado baseado nos números de tiragens |       |           |